# Kruimeldief (apparaat)

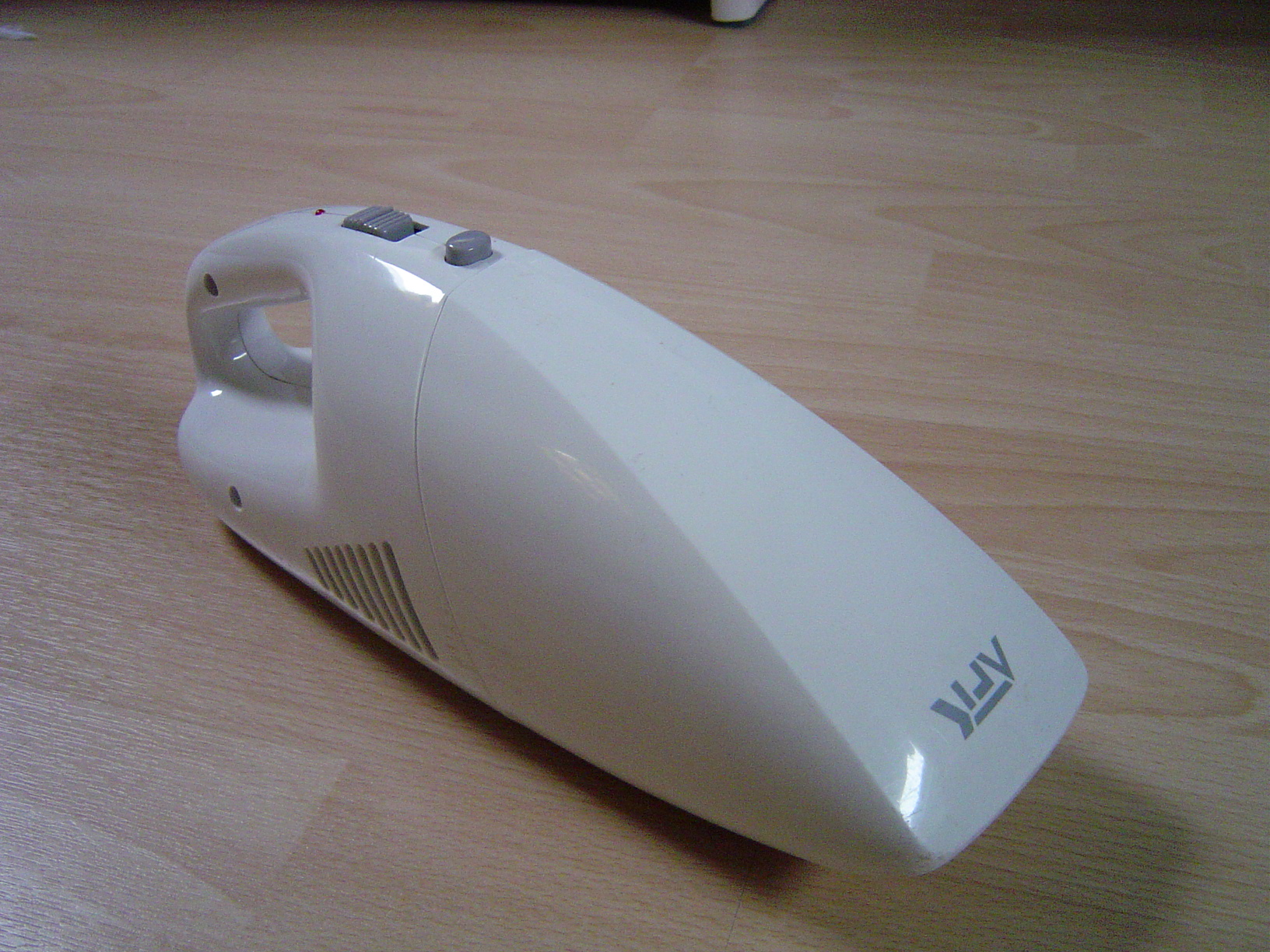
Een kruimeldief

Een kruimeldief of kruimelzuiger is een kleine, oplaadbare stofzuiger, waarmee kruimels, stof en andere kleine stukjes afval in een huishouden kunnen worden opgeruimd. De kruimeldief werkt op een accu. Als het apparaat wordt opgeborgen in het bijgeleverde oplaadstation is het altijd klaar voor gebruik. 
De kruimeldief heeft een opvangreservoir voor stof en kruimels, dat regelmatig in de prullenbak geleegd dient te worden. Omdat het apparaat geen snoer heeft, kan het overal in huis worden gebruikt.
De naam van het apparaat is een woordspeling op de 'kleine' crimineel die men ook wel met 'kruimeldief' aanduidt.

## Noot
1. ↑  Kruimeldief is een geregistreerd handelsmerk van The Black & Decker Corporation.